# Ley Alan Turing

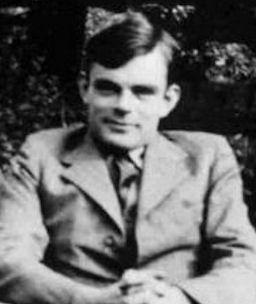
El perdón de 2013 a Alan Turing impulsó las demandas para un perdón completo a cualquier persona condenada por sodomía.

La Ley Alan Turing es el término informal empleado para llamar a un proyecto de ley en el Reino Unido que serviría como una ley de amnistía retroactiva a los varones que fueron amonestados o condenados en virtud de la legislación histórica que prohibía actos homosexuales. La propuesta lleva el nombre de Alan Turing, pionero de la informática, que fue condenado por indecencia grave en 1952.
Se han presentado varias propuestas de ley Alan Turing y desde 2015 la introducción una ley de este tipo forma parte del programa del gobierno. Para poner en práctica el perdón, el gobierno británico anunció el 20 de octubre de 2016 que apoyaría una enmienda a la próxima «Ley policial y penal» para proporcionar el perdón póstumo a los muertos y un perdón oficial automático para los vivos que hayan sido condenados por este tipo de delitos, retirando el hecho de su expediente. Un proyecto de ley rival al del gobierno fue obstruido en segunda lectura, en el momento del anuncio de la propuesta de ley del gobierno. La ley solo perdonará a los hombres condenados por actos que ya no se consideran delitos, mientras que no se perdonarán a los condenados por delitos que ahora se clasifican como cottaging (actividad sexual en un baño público), sexo con menores de edad o violación.

## Contexto
Los actos homosexuales entre hombres eran ilegales en Inglaterra y Gales hasta que en 1967 se aprobó la nueva Ley de delitos sexuales; no fue hasta 1980 cuando la Ley de justicia penal legalizó la homosexualidad en Escocia y hubo que esperar hasta 1982 a la Orden de delitos homosexuales para que ocurriese lo mismo en Irlanda del Norte. Debido a que las tres regiones tienen diferentes jurisdicciones y muchos elementos del derecho penal están transferidos, el gobierno británico solo tiene la facultad para legislar el perdón en Inglaterra y Gales.
Alan Turing, de quien toman el nombre estas propuestas de ley, fue un pionero matemático e informático que murió en 1954 en circunstancias poco claras, después de ser condenado por indecencia grave en 1952. A principios de la década de 2010, el diputado John Leech organizó una campaña para indultar Turing y afirmó que era «absolutamente repugnante y en última instancia vergonzoso» que la condena se haya mantenido durante tanto tiempo. El mismo Turing fue indultado después de su muerte a través de una prerrogativa real de misericordia durante el gobierno de David Cameron, en 2013; pero su perdón no fue seguido inmediatamente por indultos a otras personas condenadas por los mismos delitos, contrariamente a lo que pedían el mismo Leech, el astrónomo real Martin Rees o el activista y periodista Peter Tatchell. Leech presentó varias mociones e hizo campaña durante cuatro años como diputado del Parlamento para conseguir un perdón más general y continuó haciéndolo después de perder su escaño en las elecciones generales de 2015.

## Propuestas
La Ley de protección de las libertades de 2012, presentada por David Cameron, introdujo el proceso de cancelación de antecedentes penales, por el cual aquellos con delitos de «ultraje contra la moral entre hombres» podían pedir que fueran ignorados en la verificación de antecedentes penales de tribunales y empresas, pero no llegaba a ser un perdón.
En la oposición, el Partido Laborista de Ed Miliband anunció que introduciría una ley Alan Turing en caso de ganar las elecciones generales de 2015. El Partido Conservador de Cameron anunció poco después la misma política. Cuando Theresa May se convirtió en primera ministra tras la dimisión de David Cameron, también anunció que su gobierno apoyaría una ley Alan Turing.

## Implementación y obstrucción de una ley rival
En junio de 2016 el diputado John Nicolson presentó a nivel personal un proyecto de ley de delitos sexuales (indultos, etc.), destinado a poner en práctica la propuesta. En octubre de 2016 el gobierno conservador anunció que, en lugar de apoyar la propuesta original de Nicolson de un perdón general para todos, promulgaría los cambios propuestos a través de una enmienda a la próxima Ley policial y penal. Esta enmienda proporcionaría un perdón póstumo a los fallecidos, facilitaría a los vivos que pudieran limpiar su nombre y también proporcionaría un perdón automático a las personas que ya habían conseguido una cancelación de antecedentes penales.
Cuando se debatió la propuesta de ley de Nicolson en el Parlamento, el 21 de octubre de 2016, fue obstruida con éxito por el diputado conservador Sam Gyimah y no pudo continuar. La enmienda a la Ley policial y penal sigue su proceso en la actualidad. Los dos proyectos difieren en el proceso para hacer frente a los casos en los que la condena fue por un acto que todavía es considerado un delito bajo la ley actual. Los dos intentan excluirlos, pero la ley de Nicolson proporciona un perdón automático, mientras que el proyecto del gobierno exige que el afectado pase primero por un «proceso de cancelación de antecedentes penales». Esto quiere decir que el ministerio del Interior debe investigar individualmente cada caso, para asegurar que el hecho ya no se considera un delito, con el objetivo de evitar perdonar a condenados por sexo con menores de edad o por violación. Además, tampoco perdonará a los hombres que fueron detenidos en baños públicos, puesto que la ley actual sigue prohibiendo esta actividad. El gobierno afirmó que, sin esta comprobación, los hombres condenados por un delito de esta naturaleza serían capaces de asegurar que habían sido indultados. Nicolson no estuvo de acuerdo y, apoyado por la asociación LGTB Stonewall, dijo que el gobierno estaba intentando de «secuestrar» la ley, anunciando una enmienda justo antes de la segunda lectura de su proyecto de ley, y afirmó además que su propuesta ya excluía los casos en que el delito todavía lo era. El proyecto de ley de Nicolson no habría sido capaz de eliminar los antecedentes penales de los hombres que todavía estaban condenados, cosa que se tendría que hacer a través del proceso de cancelación. Esto podría dar lugar a casos en los que no quedaría claro el perdón se ha concedido o no, lo que James Chalmers, Regius Chair of Law en la Universidad de Glasgow, definió como un «perdón de Schrödinger».

## Reacción
El anuncio fue bien recibido en términos generales, pero algunos sectores afirmaron que no iba lo bastante lejos. El activista George Montague dijo que se negaría a ser perdonado, puesto que un perdón sugería que había sido culpable de un delito y en su lugar pidió una disculpa del gobierno.
Matt Houlbrook, profesor de historia cultural de la Universidad de Birmingham, dijo que el anuncio tenía una «importancia simbólica y práctica» para los hombres homosexuales que siguen viviendo con delitos en sus antecedentes penales, pero señaló que el uso de Alan Turing como representante le daba retroactivamente una identidad de «mártir gay» que él nunca buscó en vida. James Chalmers, profesor de derecho de la Universidad de Glasgow, señaló que el proceso de cancelación ya había proporcionado un perdón eficaz. Chalmers también afirmó que la aplicación de la ley Alan Turing tampoco sería capaz de perdonar las personas que habían cometido actos que, a pesar de que técnicamente todavía son delito, no suelen ser procesados, como por ejemplo el sexo entre un chico de 16 años y uno de 15, o sexo en ciertos lugares públicos.
Debido a que la ley y el proceso de cancelación solo se aplican en Inglaterra y Gales, algunos grupos en Irlanda del Norte y Escocia han hecho campaña por leyes similares en su jurisdicción.